# Heinz Zak

Heinz Zak, 2019

Heinz Zak (* 23. März 1958 in Wörgl) ist ein österreichischer Kletterer, Fotograf und Slackliner.

## Leben
Zak arbeitete zunächst als Lehrer, machte aber später das Klettern und die Fotografie in den Bergen zu seinem Beruf. Als einer der Pioniere des Freikletterns brachte er das Sportklettern von Amerika nach Österreich, indem er mithalf, Sportklettergebiete und Routen hoher und höchster Schwierigkeit zu erschließen. Seine Bergheimat ist das Karwendelgebirge sowie die Stubaier Alpen. Er ist als Bergsteiger und Kletterfotograf heute weltweit tätig.
Ihm gelangen viele äußerst schwierige und lange Routen bis zum unteren zehnten Grad. Nicht nur im Gebiet von Karwendel und Wetterstein erschloss er neue Routen oder führte bisher nicht für möglich gehaltene Erstbegehungen durch, wie z. B. die Überschreitung des Karwendelhauptkammes im Winter und ohne Seil, ein kräftezehrendes Unternehmen, das 36 Gipfel mit 10.000 Höhenmetern in nur drei Tagen umfasste.
Auch in vielen anderen Gebirgen der Welt beging und fotografierte Zak anspruchsvolle Routen und Gipfel, unter anderem in den USA im Yosemite-Nationalpark an der berühmten 1.000 m hohen senkrechten Granitwand des El Capitan und im südlichen Südamerika in Patagonien. Eine Route dort führte ihn auf den Cerro Torre, und an der spektakulären, 1.300 m hohen senkrechten Felswand des Fitz Roy durchstieg er unter extremen Wetterwechseln mit Peter Janschek als Dritter die Route „Royal Flush“.

Heinz Zak, Separate Reality 5.11d, Free Solo, Yosemite-Nationalpark, Kalifornien, USA, 2006

Im Mai 2005 kletterte Heinz Zak als Zweiter, 19 Jahre nach Wolfgang Güllich, die Kletterroute „Separate Reality“, eine anspruchsvolle Riss- und Dachkletterei im Yosemite-Nationalpark, free Solo.
Zusammen mit Bernd Ritschel gehört Heinz Zak zu den bekanntesten Berg-, Kletter- und Landschaftsfotografen im deutschsprachigen Raum. Heinz Zak ist für verschiedene Bergsteiger-Magazine tätig, veröffentlicht Bücher und zeigt seine Bilder auch in Multivisionsshows. Für den Kino-Dokumentarfilm „Am Limit“ mit den weltbekannten Speed-Kletterern Alexander und Thomas Huber machte Zak die Standfotos u. a. aus extremen Positionen der 1000-Meter-Wand des El Capitan.
Im November 2016 begleitete Heinz Zak den Spitzenkletterer Adam Ondra bei der 2. Begehung der härtesten Mehrseillängenroute der Welt, der "Dawn Wall" am El Capitan. In nur acht Tagen gelang Adam der Durchstieg. Der daraus resultierende Dokumentarfilm "Die Kunst des Kletterns" zeigt Adam Ondra auch in den derzeit härtesten Sportkletterrouten der Welt, wie "Silence" 9c, in Flatanger, Norwegen.

Heinz Zak, Highline, Lost Arrow, El Capitan, Yosemite, USA

Eine weitere Leidenschaft von Heinz Zak ist das Slacklinen. Auch in diesem Sport gilt Heinz Zak als Pionier in Europa. 2005 und 2006 veranstaltete er in Scharnitz die weltweit ersten Slacklinetreffen. Heinz Zak war auch der erste Europäer, der die heute noch berühmteste Highline am Lost Arrow im Yosemite bereits 2003 begehen konnte.
Heinz Zak lebt in Scharnitz, Tirol. Er ist verheiratet und hat einen Sohn.

## Bücher
- High Life. München 1986, ISBN 3-7633-7240-7.
- Karwendel. München 1990, ISBN 3-7634-1022-8.
- Rock Stars – die weltbesten Freikletterer. München 1995, ISBN 3-7633-7040-4.
- Wettersteingebirge und Mieminger Kette. München 1998, ISBN 3-7633-7501-5.
- Yosemite. München 2002, ISBN 3-7633-7511-2.
- Stubaier Alpen. München 2003, ISBN 3-7633-7510-4.
- Slackline am Limit. München 2011, ISBN 3-8354-0797-X.
- Slackline: Das Praxisbuch. München 2011, ISBN 3-8354-0798-8.
- Karwendel: Ein Bildband. Mit vielen Infos für Wanderer, Bergsteiger und Kletterer. Innsbruck 2014, ISBN 3-7022-3338-5.
- Stubai. Die Berge und das Tal, Tyrolia, Innsbruck 2016, ISBN 978-3-7022-3525-3.[2]
- Tirol. Magie der Berge. Tyrolia, Innsbruck 2023, ISBN 978-3-7022-3930-5.

als Mitautor:
- Bergfotografie. München 2001, ISBN 3-7633-7512-0 (mit Beiträgen von Peter Mathis, Jürgen Winkler und Bernd Ritschel).